# ماتیاس کیهزا
ماتیاس کیهزا (انگلیسی: Mattia Chiesa؛ زادهٔ ۱۶ ژوئیهٔ ۲۰۰۰) بازیکن فوتبال است.